# Tiddington (Oxfordshire)
Tiddington – wieś w Anglii, w hrabstwie Oxfordshire, w dystrykcie South Oxfordshire. Leży 14 km na wschód od Oksfordu i 70 km na zachód od Londynu.